# Juan Carlos Iramain

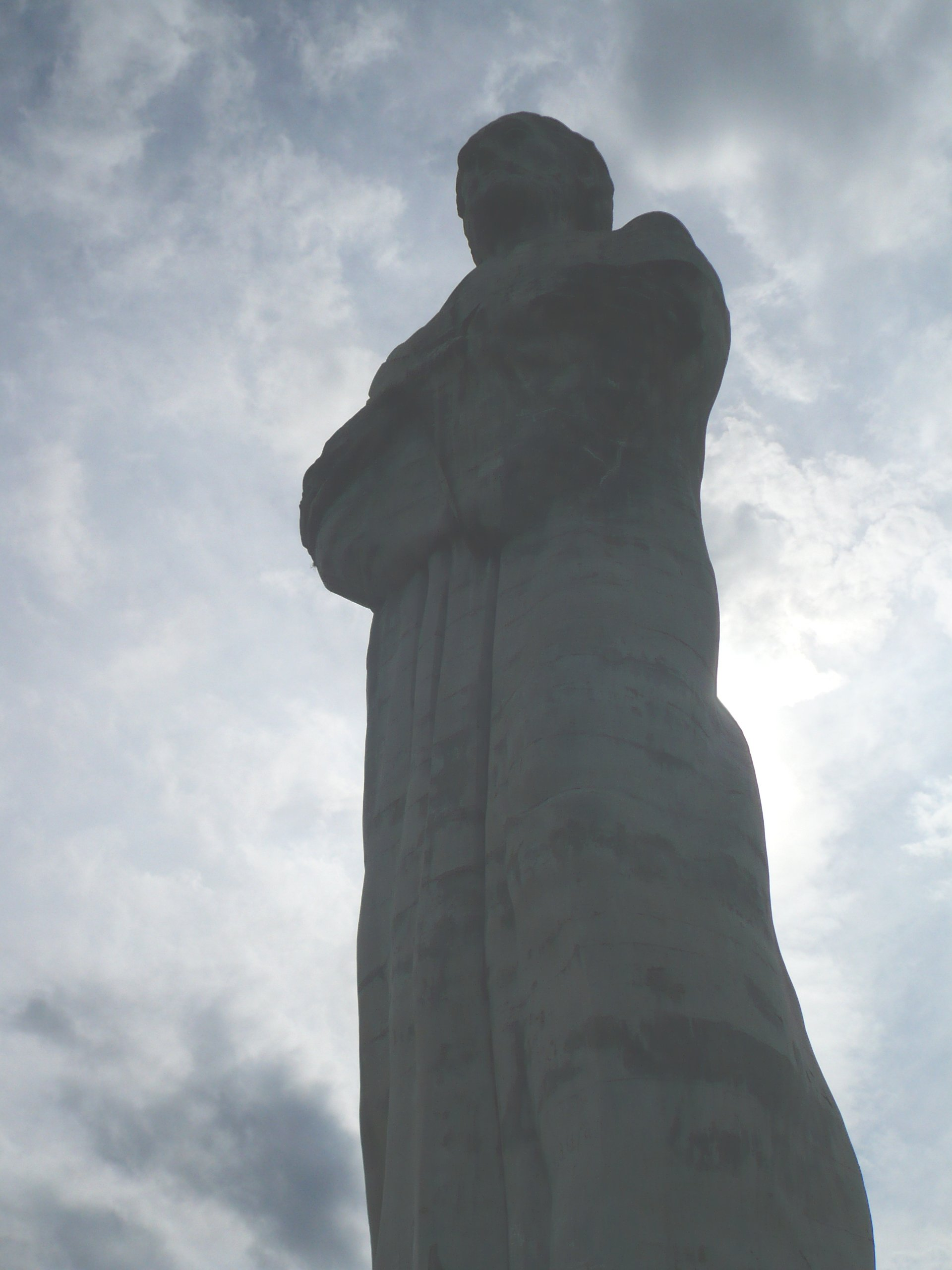
Cristo Penitente en La Caldera (provincia de Salta).

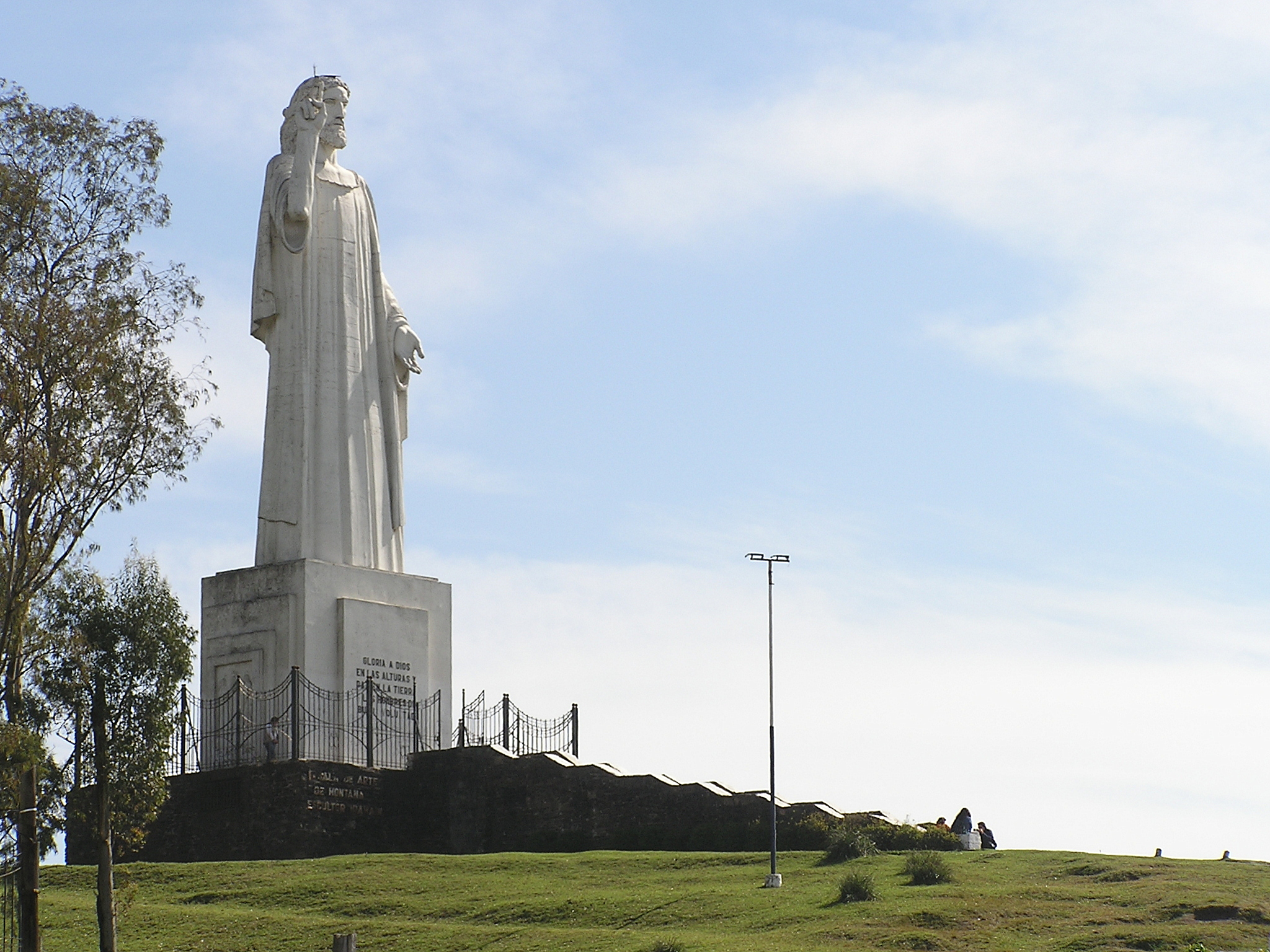
Cristo Bendicente en la cima del cerro San Javier, Yerba Buena (provincia de Tucumán)

Juan Carlos Iramain (1900-1973) fue un escultor argentino tucumano, nacido en el departamento de Famaillá, autor de varias obras monumentales.
Realiza su primera exposición a los 9 años, a los 18 recibe una beca y viaja a Buenos Aires para profundizar su formación. Traba relación con grandes artistas de la época, como Quinquela Martín, Antonio Machado, Pablo Neruda, Federico García Lorca y Osvaldo Pugliese.
A principios de los años cuarenta realiza el Cristo Bendicente, obra de 28 metros de altura. A los 49 años parte hacia Estados Unidos, donde realiza una intensa actividad, esculpe la cabeza de Albert Einstein. Regresa a la Argentina y realiza la monumental obra Cristo Penitente ubicado en la localidad de La Caldera, en Salta.
Fue conocido por sus trabajos entregados al gobierno nacional de su país.
Falleció en 1973 y fue sepultado bajo el Cristo Bendiciente.
Ese mismo año se creó en San Miguel de Tucumán el Museo Iramain con el objetivo de albergar y preservar su obra.